# Ludomicko
Ludomicko (wcześniej: Teressowo i Ludomskie Olędry) – wieś w Polsce położona w województwie wielkopolskim, w powiecie obornickim, w gminie Ryczywół.
W latach 1975–1998 miejscowość administracyjnie należała do województwa pilskiego.
Wieś o genezie olęderskiej, założona w 1748 roku. Przepływa tędy Kanał Ludomicki (most z 1910).